# Copa de Trinidad y Tobago
La Copa de Trinidad y Tobago es el torneo de fútbol profesional masculino de ida y vuelta de Trinidad y Tobago.

## Campeones
| Leyenda | Leyenda                                                                                        |
| ------- | ---------------------------------------------------------------------------------------------- |
| *       | Partido decidido en la prórroga                                                                |
| †       | Partido decidido por penaltis tras el tiempo reglamentario                                     |
| ‡       | Partido decidido por penaltis tras la prórroga                                                 |
| Negrita | El equipo campeón también ganó la Liga                                                         |
| Cursiva | Equipo que no pertenecía a la maxíma categoría del sistema de competición de Trinidad y Tobago |

| Temporada    | Campeón                           | Resultado                  | Subcampeón                        | Estadio                    |
| ------------ | --------------------------------- | -------------------------- | --------------------------------- | -------------------------- |
| 1927         | Shamrock                          | 4–2                        | Leaseholds                        |                            |
| 1928         | Southern Casuals                  |                            |                                   |                            |
| 1929         | Everton                           | 3–2                        | Maple Club                        |                            |
| 1930         | Everton                           |                            |                                   |                            |
| 1931         | Everton                           |                            |                                   |                            |
| 1932         | Everton                           |                            |                                   |                            |
| 1933         | Season not contested              | Season not contested       | Season not contested              | Season not contested       |
| 1934         | Casuals                           |                            |                                   |                            |
| 1935         | Sporting Club                     |                            |                                   |                            |
| 1936         | Shamrock                          |                            |                                   |                            |
| 1937         | United British Oilfields Trinidad | 3–2                        | Shamrock                          |                            |
| 1938         | West Ham                          | 2–0                        | San Fernando                      |                            |
| 1939         | Casuals                           |                            |                                   |                            |
| 1940         | Maple Club                        |                            |                                   |                            |
| 1941         | United British Oilfields Trinidad |                            |                                   |                            |
| (R) 1942 (R) | Spitfire                          | 3–2                        | Colts                             |                            |
| (R) 1943 (R) | United British Oilfields Trinidad | 3–1                        | Sporting Club                     |                            |
| 1944         | Colts                             | 1–0                        | Sheffield                         |                            |
| 1945         | Colts                             | 5–0                        | Forest Reserve                    |                            |
| 1946         | Maple Club                        |                            |                                   |                            |
| 1947         | Notre Dame                        | 2–1                        | United British Oilfields Trinidad |                            |
| 1948         | Colts                             |                            |                                   |                            |
| 1949         | Maple Club                        |                            | Carlton                           |                            |
| 1950         | United British Oilfields Trinidad | 3–1                        | Hurricanes                        |                            |
| 1951         | United British Oilfields Trinidad | * 1–1 *                    | Providence                        |                            |
| 1952         | Malvern United                    | 2–1                        | United British Oilfields Trinidad |                            |
| 1953         | Maple Club                        | 1–0                        | Juniors                           |                            |
| 1954         | United British Oilfields Trinidad | 4–0                        | Providence                        |                            |
| 1955         | Malvern United                    | 1–0                        | United British Oilfields Trinidad |                            |
| 1956         | Trinidad Petroleum Development    | 2–0                        | Notre Dame                        |                            |
| 1957         | Shamrock                          | * 2–2 *                    | Shell                             |                            |
| 1958         | Casuals                           | 1–0                        | Trinidad Petroleum Development    |                            |
| 1959         | Shamrock                          | 1–0                        | BP Fyzabad                        |                            |
| 1960         | Malvern United                    | 2–0                        | Trinidad Petroleum Development    |                            |
| 1961         | Malvern United                    | * 1–1 *                    | BP Fyzabad                        |                            |
| 1962         | Dynamos                           | 1–0                        | BP Fyzabad                        |                            |
| 1963         | Maple Club                        | 3–0                        | Malvern United                    |                            |
| 1964         | Paragon                           | 1–0                        | BP Palo Seco                      |                            |
| 1965         | Malvern United                    |                            | BP Palo Seco                      |                            |
| 1966         | Juniors                           |                            | Regiment                          |                            |
| 1967         | Regiment                          | 4–3                        | Juniors                           |                            |
| 1968         | Malvern United                    |                            |                                   |                            |
| 1969         | Point Fortin                      | 4–2                        | Harvard                           |                            |
| 1970         | Maple Club                        | 3–0                        | Texaco                            |                            |
| 1971         | Season not contested              | Season not contested       | Season not contested              | Season not contested       |
| 1972         | Maple Club                        | 3–0                        | Texaco                            |                            |
| 1973         | Season not contested              | Season not contested       | Season not contested              | Season not contested       |
| 1974         | Defence Force                     |                            |                                   |                            |
| 1975         | Police FC                         |                            |                                   |                            |
| 1976         | Falcons F.C.                      |                            |                                   |                            |
| 1977         | Malvern United                    | 2–1                        | Caroni                            |                            |
| 1978         | Falcons                           |                            |                                   |                            |
| 1979–1980    | Season not contested              | Season not contested       | Season not contested              | Season not contested       |
| 1981         | Defence Force                     | 5–0                        | Memphis                           |                            |
| 1982         | ASL Sports Club                   |                            |                                   |                            |
| 1983         | ASL Sports Club                   |                            |                                   |                            |
| 1984         | Motown United                     |                            |                                   |                            |
| 1985         | Defence Force                     | ‡ 1–1 ‡                    | Trintoc                           |                            |
| 1986         | Trintoc                           |                            |                                   |                            |
| 1987         | La Brea Angels                    |                            |                                   |                            |
| 1988         | Trintoc                           |                            |                                   |                            |
| 1989         | Defence Force                     |                            |                                   |                            |
| 1990         | Police FC                         | ‡                          | Superstar Rangers                 |                            |
| 1991         | Defence Force                     |                            |                                   |                            |
| 1992         | Motown United                     |                            |                                   |                            |
| 1993         | Trintoc                           |                            |                                   |                            |
| (R) 1994 (R) | Police FC                         | ‡ 1–1 ‡                    | Superstar Rangers                 |                            |
| 1995         | United Petrotrin                  |                            | Defence Force                     |                            |
| 1996         | Defence Force                     |                            | Police FC                         |                            |
| 1997         | United Petrotrin                  | 3–1                        | Superstar Rangers                 | Queen's Park Oval          |
| 1998         | San Juan Jabloteh                 | * 3–2 *                    | Defence Force                     |                            |
| 1999         | W Connection                      | * 2–1 *                    | Joe Public                        | Marvin Lee Stadium         |
| 2000         | W Connection                      | † 1–1 ‡                    | Joe Public                        | Gilbert Park               |
| 2001         | Joe Public                        | 1–0                        | Carib                             | Marvin Lee Stadium         |
| 2002         | W Connection                      | 5–1                        | Arima Fire                        | Marvin Lee Stadium         |
| 2003         | North East Stars                  | ‡ 2–2 ‡                    | W Connection                      | Marvin Lee Stadium         |
| 2004         | Season not finished               | Season not finished        | Season not finished               | Season not finished        |
| 2005         | San Juan Jabloteh                 | 2–1                        | Defence Force                     | Marvin Lee Stadium         |
| 2006         | WASA                              | ‡ 3–3 ‡                    | North East Stars                  | Estadio Ato Boldon         |
| 2007         | Joe Public                        | 1–0                        | Caledonia AIA                     | Marvin Lee Stadium         |
| 2008         | Caledonia AIA                     | 3–2                        | W Connection                      | Marvin Lee Stadium         |
| 2009         | Joe Public                        | * 3–2 *                    | W Connection                      | Marvin Lee Stadium         |
| 2010–11      | San Juan Jabloteh                 | 1–0                        | North East Stars                  | Marvin Lee Stadium         |
| 2011–12      | Caledonia AIA                     | 1–0                        | Defence Force                     | Manny Ramjohn Stadium      |
| 2012–13      | Caledonia AIA                     | 2–0                        | Central FC                        | Estadio Ato Boldon         |
| 2013–14      | W Connection                      | ‡ 2–2 ‡                    | Central FC                        | Estadio Ato Boldon         |
| 2014-15      | North East Stars                  | ‡ 0–0 ‡                    | W Connection                      | Estadio Ato Boldon         |
| 2015-16      | No se disputó la temporada        | No se disputó la temporada | No se disputó la temporada        | No se disputó la temporada |
| 2016-17      | No se disputó la temporada        | No se disputó la temporada | No se disputó la temporada        | No se disputó la temporada |
| 2017         | W Connection                      | 3–1                        | Police FC                         | Estadio Ato Boldon         |